# Agostino Laera
Agostino Laera (Acquaviva delle Fonti, 24 maggio 1871 – Castellaneta, 17 gennaio 1942) è stato un vescovo cattolico italiano.

## Biografia
Agostino Laera (al secolo Antonio) nacque il 24 maggio 1871 ad Acquaviva delle Fonti da una famiglia della media borghesia agraria.
Il 22 settembre 1894 fu ordinato diacono e il 22 dicembre 1894 presbitero, nella basilica di San Giovanni in Laterano, dal cardinale Lucido Maria Parocchi.

### Ministero episcopale
L'8 gennaio 1910 papa Pio X lo nominò vescovo dell'Ogliastra; nel marzo successivo, tuttavia, rinunciò all'incarico per motivi di salute. Il 15 aprile seguente mons. Emanuele Virgilio fu nominato vescovo della medesima sede.
Il 9 giugno dello stesso anno mons. Laera fu eletto vescovo di Castellaneta, sede vescovile avente regio patronato, con Sovrano decreto del Re d'Italia; il 23 giugno seguente papa Pio X confermò l'elezione.
Il 24 luglio 1910 ricevette l'ordinazione episcopale, nella cappella di Sant'Agnese presso l'Almo collegio Capranica, dal cardinale Pietro Respighi, coconsacranti l'arcivescovo Carlo Giuseppe Cecchini e il vescovo Pietro La Fontaine (poi patriarca e cardinale). Il 7 settembre seguente fu concesso il regio exequatur alla bolla di nomina.
Il 24 luglio 1931 rinunciò alla diocesi di Castellaneta e fu nominato vescovo titolare di Traianopoli di Frigia.
Morì all'età di 70 anni a Castellaneta.

## Genealogia episcopale
La genealogia episcopale è:
- Cardinale Scipione Rebiba
- Cardinale Giulio Antonio Santori
- Cardinale Girolamo Bernerio, O.P.
- Arcivescovo Galeazzo Sanvitale
- Cardinale Ludovico Ludovisi
- Cardinale Luigi Caetani
- Cardinale Ulderico Carpegna
- Cardinale Paluzzo Paluzzi Altieri degli Albertoni
- Papa Benedetto XIII
- Papa Benedetto XIV
- Papa Clemente XIII
- Cardinale Marcantonio Colonna
- Cardinale Giacinto Sigismondo Gerdil, B.
- Cardinale Giulio Maria della Somaglia
- Cardinale Carlo Odescalchi
- Cardinale Costantino Patrizi Naro
- Cardinale Lucido Maria Parocchi
- Cardinale Pietro Respighi
- Vescovo Agostino Laera

## Ascendenza[5]
|                           |                       |                             | Genitori                  |  |  | Nonni |  |  | Bisnonni              |  |  | Trisnonni      |  |
|                           |                       |                             |                           |  |  |       |  |  | Giovanni Andrea Laera |  |  | Agostino Laera |  |
|                           |                       |                             |                           |  |  |       |  |  | Giovanni Andrea Laera |  |  | Agostino Laera |  |
|                           |                       | Anna Maria Ventrella        |                           |  |  |       |  |  | Giovanni Andrea Laera |  |  |                |  |
| Agostino Laera            |                       |                             |                           |  |  |       |  |  | Giovanni Andrea Laera |  |  |                |  |
|                           |                       | Maria Luigia Gigante        | Giovanni Battista Gigante |  |  |       |  |  |                       |  |  |                |  |
|                           |                       | Maria Luigia Gigante        | Giovanni Battista Gigante |  |  |       |  |  |                       |  |  |                |  |
|                           |                       | Maria Luigia Gigante        | Anna Maria Campanella     |  |  |       |  |  |                       |  |  |                |  |
| Giovanni Laera            |                       | Maria Luigia Gigante        |                           |  |  |       |  |  |                       |  |  |                |  |
|                           |                       | Giuseppe Nicola Lagravinese |                           |  |  |       |  |  |                       |  |  |                |  |
|                           |                       |                             |                           |  |  |       |  |  |                       |  |  |                |  |
|                           |                       |                             |                           |  |  |       |  |  |                       |  |  |                |  |
| Antonia Maria Lagravinese |                       |                             |                           |  |  |       |  |  |                       |  |  |                |  |
|                           |                       |                             |                           |  |  |       |  |  |                       |  |  |                |  |
|                           |                       |                             |                           |  |  |       |  |  |                       |  |  |                |  |
|                           |                       |                             |                           |  |  |       |  |  |                       |  |  |                |  |
| Agostino Laera            |                       |                             |                           |  |  |       |  |  |                       |  |  |                |  |
|                           | Vito Nicola Petriello | Domenico Petriello          |                           |  |  |       |  |  |                       |  |  |                |  |
|                           | Vito Nicola Petriello | Domenico Petriello          |                           |  |  |       |  |  |                       |  |  |                |  |
|                           | Vito Nicola Petriello | Anna Antonia Capozzo        |                           |  |  |       |  |  |                       |  |  |                |  |
| Vito Carlo Petrelli       | Vito Nicola Petriello |                             |                           |  |  |       |  |  |                       |  |  |                |  |
|                           |                       | Vita Maria Posa             | Carlo Posa                |  |  |       |  |  |                       |  |  |                |  |
|                           |                       | Vita Maria Posa             | Carlo Posa                |  |  |       |  |  |                       |  |  |                |  |
|                           |                       | Vita Maria Posa             | Maria Saveria Serini      |  |  |       |  |  |                       |  |  |                |  |
| Vita Maria Petrelli       |                       | Vita Maria Posa             |                           |  |  |       |  |  |                       |  |  |                |  |
|                           |                       | Giuseppe Oronzo Parlante    | Francesco Parlante        |  |  |       |  |  |                       |  |  |                |  |
|                           |                       | Giuseppe Oronzo Parlante    | Francesco Parlante        |  |  |       |  |  |                       |  |  |                |  |
|                           |                       | Giuseppe Oronzo Parlante    | Maria Domenica Barbiero   |  |  |       |  |  |                       |  |  |                |  |
| Chiara Parlante           |                       | Giuseppe Oronzo Parlante    |                           |  |  |       |  |  |                       |  |  |                |  |
|                           |                       | Maria Carolina Majullari    | Luigi Majellari           |  |  |       |  |  |                       |  |  |                |  |
|                           |                       | Maria Carolina Majullari    | Luigi Majellari           |  |  |       |  |  |                       |  |  |                |  |
|                           |                       | Maria Carolina Majullari    | Lucia Traulo              |  |  |       |  |  |                       |  |  |                |  |
|                           |                       | Maria Carolina Majullari    |                           |  |  |       |  |  |                       |  |  |                |  |